# Великий герой-любовник
«Великий герой-любовник» — кинофильм 1977 года, ретро-комедия, поставленная Джином Уайлдером по собственному сценарию, он же снялся в главной роли.

## Сюжет
Действие происходит в Голливуде 1950-х годов. Герой Уайлдера, булочник Руди Хикмэн, принимает участие в конкурсе, среди участников которого сам Рудольф Валентино (Мэтт Коллинз). И хотя Руди совсем не актёр, но как это обычно бывает в комедиях положений, ему отчаянно везёт. Сюжет фильма весьма условен и выполняет роль мостика между скетчами.

## В ролях
- Джин Уайлдер — Руди Валентайн, известный как Руди Хикмэн
- Кэрол Кейн — Энни Хикмэн
- Дом Делуиз — Адольф Зиц
- Дэнни Де Вито — помощник режиссёра
- Фриц Фельд — Томазо Абалоне